# Dicranomyia serratiloba
Dicranomyia serratiloba är en tvåvingeart som först beskrevs av Alexander 1950.  Dicranomyia serratiloba ingår i släktet Dicranomyia och familjen småharkrankar.
Artens utbredningsområde är Venezuela. Inga underarter finns listade i Catalogue of Life.